# Teoria del heartland

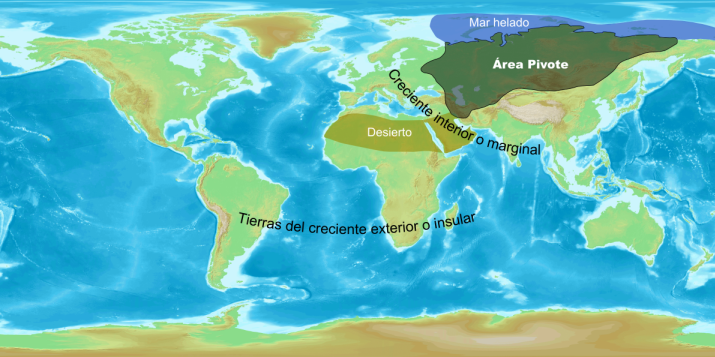
Localització de l'àrea a controlar, segons Mackinder

La teoria del heartland és una teoria geopolítica desenvolupada pel geògraf i polític anglès Halford John Mackinder (1861-1947). Prové de la paraula anglesa heartland, «cor del país», una zona de terra central, amb avantatges estratègics o una una regió on alguna cosa activitat prospera.
Mackinder postulaven que la situació geogràfica d'Euràsia li donava uns vantatges per dominar l'entorn. Mackinder era fascinat pel creixement del poder rus que li va inspirar per formular la seva teoria. Postulava que l'era dels grans poders marítims era passada que el segle xx seria el segle dels poders terrestres, el transport ferroviari reemplaçaria el transport marítim. La va publicar per primera vegada el 1904 en l'article «The geographical pivot of history» (El pivot geogràfic de la història). Veia un nou eix econòmic Amsterdam-Hamburg-Moscau-Mar Negre, per la presència del petroli. Incitava el Regne Unit a prendre el control de la xarxa ferroviària per evitar que Berlín, Moscou i Tokia no dominessin la zona.
James Fairgrieve, el seu deixeble, continuava estudiant la relació entre la geografia i la història. Preconitzava que ael segle xx era menester crear una franja de petits estats-tampó per a separar els grans poders en el seu article «Geography and Word Power.
Ambdues teories són molt eurocèntriques, com si no hi hagués hagut cap organització política anterior a la colonització dels altres continents. Pateix el biaix de la projecció de Mercator que posa arbitràriament Europa al centre del mapa bidimensional i que exagera la superfície de l'hemisfera nord. A més, només consideren la geopolítica en termes de forces militars terrestres i marítimes, sense pensar en les forces aèries i les armes a molt gran distància.